# Michał Kozal
Michał Kozal (Nowy Folwark, 25 de septiembre de 1893 - Dachau, 26 de enero de 1943) fue un religioso católico polaco, rector del Seminario de Gniezno, sacerdote, obispo auxiliar de Włocławek (1939-1943), mártir y beato de la Iglesia Católica.

## Familia
Michał Kozal procedía del pequeño pueblo de Nowy Folwark en la Gran Polonia en el distrito de Krotoszyn, de la familia de Jan Kozal y Marianna Płaczek. Inicialmente su padre era jornalero, más tarde funcionario judicial y administrador de la finca de Tomasz Bieniek. En 1888 se casó con la viuda Marianna, quien tenía cinco hijos de su primer matrimonio. Michał Kozal tenía un total de seis hermanos. Su hermano mayor Wojciech participó en el Levantamiento de la Gran Polonia y luego en la guerra polaco-bolchevique, en la que murió cerca de Grodno en 1920.

## Biografía

### Juventud
El pueblo de donde procedía Michał Kozal estaba entonces, como toda la Gran Polonia, en la partición prusiana. Después de graduarse de la escuela primaria en Kobierno cerca de Krotoszyn en 1905, ingresó en la escuela primaria de habla alemana (actualmente la escuela secundaria Hugo Kołłątaj nº 1). Los documentos conservados de la Cámara del Recuerdo de la escuela muestran que él estuvo activo aquí en la Sociedad secreta de Tomasz Zan, de carácter patriótico y autodidacta, en el que fue presidente. En 1905, como estudiante de tercer grado, participó en la huelga escolar que estalló en la Gran Polonia contra la germanización forzada y la enseñanza en idioma alemán.
En 1914 aprobó su examen de matriculación y debido a sus buenos resultados académicos, se le ofreció una beca para estudios posteriores del gobierno prusiano. Rechazó la oferta y entró en el Seminario Arzobispal de Poznań, donde completó un curso teórico. Completó el último año, un curso práctico, en el Seminario de Gniezno. El 23 de febrero de 1918 fue ordenado sacerdote en la catedral de Gniezno por el obispo Wilhelm Kloske.

### Presbítero
Inicialmente, fue vicario de la parroquia de Kościelec cerca de Inowrocław durante dos años, y luego fue trasladado a la parroquia de Pobiedziska. El 1 de junio de 1920 se convirtió en administrador de la parroquia de St. Nicolás en Krostków, donde participó socialmente en beneficio de la población cuando Polonia recuperó la independencia, participó en actividades sociales y reactivó organizaciones juveniles. Participó activamente en la Sociedad de Trabajadores y en la Asociación de Jóvenes Masculinos asociados a la Acción Católica, y también colaboró con los círculos de la Cruz Roja Polaca.
En 1923, gracias a su iniciativa, el Primado de Polonia, el cardenal Edmund Dalbor, estableció una parroquia católica en Białośliwi. En abril de este año, fue nombrado por el prefecto de primados en el Gimnasio Municipal Católico Femenino Humanista en Bydgoszcz. Allí trabajó como catequista y profesor.
Su compromiso con el servicio pastoral fue advertido por otro Primado de Polonia, el cardenal August Hlond, quien le confió el 1 de noviembre de 1927 los deberes de padre espiritual en el Seminario de Primados en Gniezno, del cual se graduó en 1918. La responsabilidad de las tareas que le fueron encomendadas en el seminario, donde fue profesor de teología fundamental y liturgia, y educador de seminaristas, le confió la función de rector de la universidad el 25 de septiembre de 1929. Tres años más tarde, en 1932, el Primado August Hlond le consiguió un nombramiento como chambelán papal en la Santa Sede.

### Obispo auxiliar de Włocławek
En los primeros días de junio de 1939 en la Nunciatura Papal de Varsovia, se enteró del nombramiento por parte del Papa Pío XII como obispo de Lappen y obispo auxiliar de la diócesis de Włocławek, que asumió el 13 de agosto de la mano del obispo Karol Radoński. Después del estallido de la Segunda Guerra Mundial, realizó un servicio espiritual para los habitantes de Włocławek, trató a los heridos y habló con los abandonados y los infelices. Después de que el obispo diocesano de Włocławek, Karol Radoński, abandonara la frontera en septiembre, asumió sus funciones. Cuando los alemanes entraron en Włocławek el 14 de septiembre de 1939, fue desplazado. Se instaló un cuartel general de la Wehrmacht alemana en la casa donde vivía, y uno de los oficiales alemanes le advirtió que abandonara Włocławek por su propio bien, ya que podría perder la vida.

### Persecución y martirio
Fue convocado a la Gestapo en tres ocasiones. Recibió la primera citación en octubre de 1939, a la que compareció junto con el sacerdote Franciszek Korszyński. Los oficiales de la Gestapo exigieron que se presentara una lista de sacerdotes, el horario de los servicios celebrados y que se predicaran sermones en idioma alemán. Se cumplieron las dos primeras demandas, pero los sacerdotes rechazaron la tercera, argumentando que los feligreses no hablaban alemán. Por lo tanto, los alemanes exigieron que los sermones en idioma polaco se traduzcan al alemán y se entreguen por escrito a la policía.
Más tarde fue llamado dos veces por la Gestapo. La última vez fue el 7 de noviembre de 1939, cuando los alemanes arrestaron a todos los clérigos y estudiantes de Włocławek (44 personas en total). Los sacerdotes arrestados fueron llevados a la prisión de la ciudad y encerrados en la capilla de la prisión, y Kozal fue puesto en un confinamiento solitario sobre concreto desnudo, donde por la noche los guardias intentaron quebrarlo mentalmente golpeando la puerta, despertándolo y recargando armas en su presencia, lo que sugiere que era llevado a la ejecución.
El 16 de enero de 1940, fue trasladado de una prisión en Włocławek a un campo temporal, en la abadía cisterciense de Ląd en Ląd en el río Warta. Durante el transporte a temperaturas bajo cero de menos 21 grados Celsius, sufrió congelación en las orejas, la nariz y las piernas. En el monasterio de Lądek, los sacerdotes encarcelados tenían condiciones relativamente buenas, podrían utilizar el jardín y todo el edificio del monasterio. Permanecieron allí hasta el 3 de abril de 1941. Mientras tanto, la Santa Sede hizo gestiones diplomáticas para que Kozal asumiera el cargo de obispo de Lublin, aceptara la ciudadanía alemana o dejara por voluntad propia al Gobierno General. Sin embargo, estas propuestas encontraron su firme rechazo.
El 3 de abril de 1941, el obispo Kozal y otros sacerdotes fueron trasladados a la prisión de Inowrocław. Al subir y bajar de los camiones, los sacerdotes fueron golpeados por los guardias con palos. Esta forma de represión también se utilizó durante los interrogatorios en la [
prisión de Inowrocław. Ya durante el primer interrogatorio, la Gestapo golpeó a Kozal, dañando su oído interno, lo que provocó una inflamación. Desde Inowrocław, los sacerdotes fueron transportados en camiones a la prisión de Poznań, y luego en tren a Berlín, Halle, Weimar y Nuremberg.
El 25 de abril de 1941 fue colocado en un bloque especial 28, designado sólo para sacerdotes y clérigos, en el campo de concentración de Dachau. El obispo, como todos los sacerdotes, recibió el campo número 24544 y un uniforme de rayas con un triángulo rojo, que denota un preso político. Como resultado del cansancio y el hambre, desarrolló tifus en el campamento. El 17 de enero, su estado se deterioró significativamente y fue enviado a la enfermería del campamento. El 26 de enero de 1943, un enfermero Josef Spiess le dio una inyección letal de fenol en su mano diciendo "In Ewigkeit" ("Por la eternidad"). La inyección resultó en la muerte del obispo. Cuatro días después, el 30 de enero, su cuerpo fue quemado en el crematorio del campo.
Dos días después de la muerte de Michał Kozal, Polskie Radio Londyn hizo público este hecho. Esto causó una gran preocupación a los alemanes, que temían que hubiera una estación de radio oculta en el territorio del campamento de Dachau, transmitiendo información a los aliados por radio. Se negó a la familia a devolver sus pertenencias personales y entregar las cenizas, que estaban esparcidas por el campamento. Incluso se prohibió a los sacerdotes rezar y celebrar la misa.

## El proceso de beatificación
Después de su liberación de Dachau en el verano de 1945, el canónigo Bolesław Kunka de Włocławek preparó un memorial sobre el martirio del obispo Michał Kozal, que fue enviado a Roma con una solicitud para iniciar el proceso de beatificación. El 8 de octubre de 1960, sobre la base de un indulto especial del Primado de Polonia, Stefan Wyszyński, se inició un proceso de información diocesano para establecer la santidad de vida del obispo Michał Kozal. El 14 de junio de 1987 fue beatificado en Varsovia durante la misa solemne de clausura del II Congreso Eucarístico Nacional por el Papa Juan Pablo II durante su peregrinación a Polonia.

## Patronazgo
El 8 de octubre de 2002, el Ayuntamiento de Włocławek prometió que la Santa Sede reconocería a Michał Kozal como patrón de la ciudad, y el 9 de junio de 2013, fue anunciado patrón de la ciudad y la comuna de Krotoszyn. Es patrón del Seminario Mayor de Bydgoszcz, del Seminario Mayor de Primados en Gniezno y copatrono de la Diócesis de Bydgoszcz desde 2004.
La memoria litúrgica de Michael Kozal en la Iglesia católica se celebra el 26 de enero. En Polonia tiene el rango de memoria obligatoria.